# جوزيف كاسبر (لاعب كرة قدم)
جوزيف كاسبر (23 أغسطس 1977 في روجنافا في سلوفاكيا – )؛ هو لاعب كرة قدم سابق كان يلعب كمدافع.

## وصلات خارجية
- جوزيف كاسبر على موقع رابطة كرة القدم اليابانية للمحترفين (اليابانية)
- جوزيف كاسبر على موقع قاعدة بيانات كرة القدم.إي يو (الإنجليزية)
- جوزيف كاسبر على موقع Soccerway.com (الإنجليزية)
- جوزيف كاسبر على موقع عالم كرة القدم.نت (الإنجليزية)